# Fiat Strada
Le Fiat Strada est actuellement le nom de la version pick-up de la Fiat Palio construite au Brésil.
Le pick-up Fiat Strada fait partie de la gamme du projet ZFA.178 - la première voiture mondiale - world car - commercialisée par le groupe Fiat dans les pays émergents ou en voie de développement, depuis octobre 1998.
La ligne de toute la gamme qui comprend la version hatchback Fiat Palio, la berline trois corps Fiat Siena, le break Fiat Palio SW et le pick-up Fiat Strada, est due au dessin du carrossier Giorgetto Giugiaro.
La Fiat Strada est actuellement le seul modèle de la gamme Palio à être commercialisé en Europe, dans la gamme Fiat Professional, avec une charge utile de 700 kg et un volume de 1100 litres.

## Histoire
Le Strada a été décliné en plusieurs versions depuis sa présentation.

### Première série 1998-2001
Le Fiat Strada a été lancé en 1998 au Brésil en trois versions avec les motorisations Working 1,5, Trekking 1,6 8V et LX 1,6 16V. Dans les programmes de la marque, le Strada aurait dû remplacer le Fiorino mais ce dernier restera au catalogue à la demande des clients jusqu'en 2013.
La première série de 1998 fut importée en Europe et reprenait les mêmes motorisations que la Fiat Palio : 1.4 16v essence et le 1 910 cm3 JTD de 100 ch.
En 1999, Fiat lance une grande nouveauté avec la cabine allongée, une formule inédite dans la catégorie et qui a l'avantage de rendre l'esthétique générale du véhicule plus équilibrée. Le modèle a marqué une nouvelle étape dans la catégorie en augmentant massivement sa part de marché au Brésil. Cette cabine offre un grand espace intérieur tout en maintenant un volume et une capacité de charge importants.
En 2000, le pick-up Strada est devenu leader de sa catégorie sur le marché brésilien. Fiat a opéré la première refonte complète de la Palio, signée par Giorgetto Giugiaro et le renouvellement du Strada interviendra l'année suivante.

### Seconde série 2001-2004
La seconde série de 2001, avec la partie avant restylisée, disposait des mêmes motorisations essence 1,5 MPI, 1,6 8V MPI et 1,6 16V. La version diesel voyait l'arrivée du nouveau moteur 1,3 16V Multijet, largement répandu dans les modèles Fiat en Europe. Seule cette version diesel était importée en Europe.
Depuis son lancement en 1998, la gamme Fiat Strada Pick-up disponible comprend les carrosseries avec cabine courte, cabine longue, Working, Trekking et LX.
L'un des points forts de cette refonte a été la présentation de la Strada Adventure, avec une caisse rehaussée comme un 4x4 et des protections extérieures plus voyantes. Un concept très bien accepté par les consommateurs qui ont fait le succès de ce véhicule.

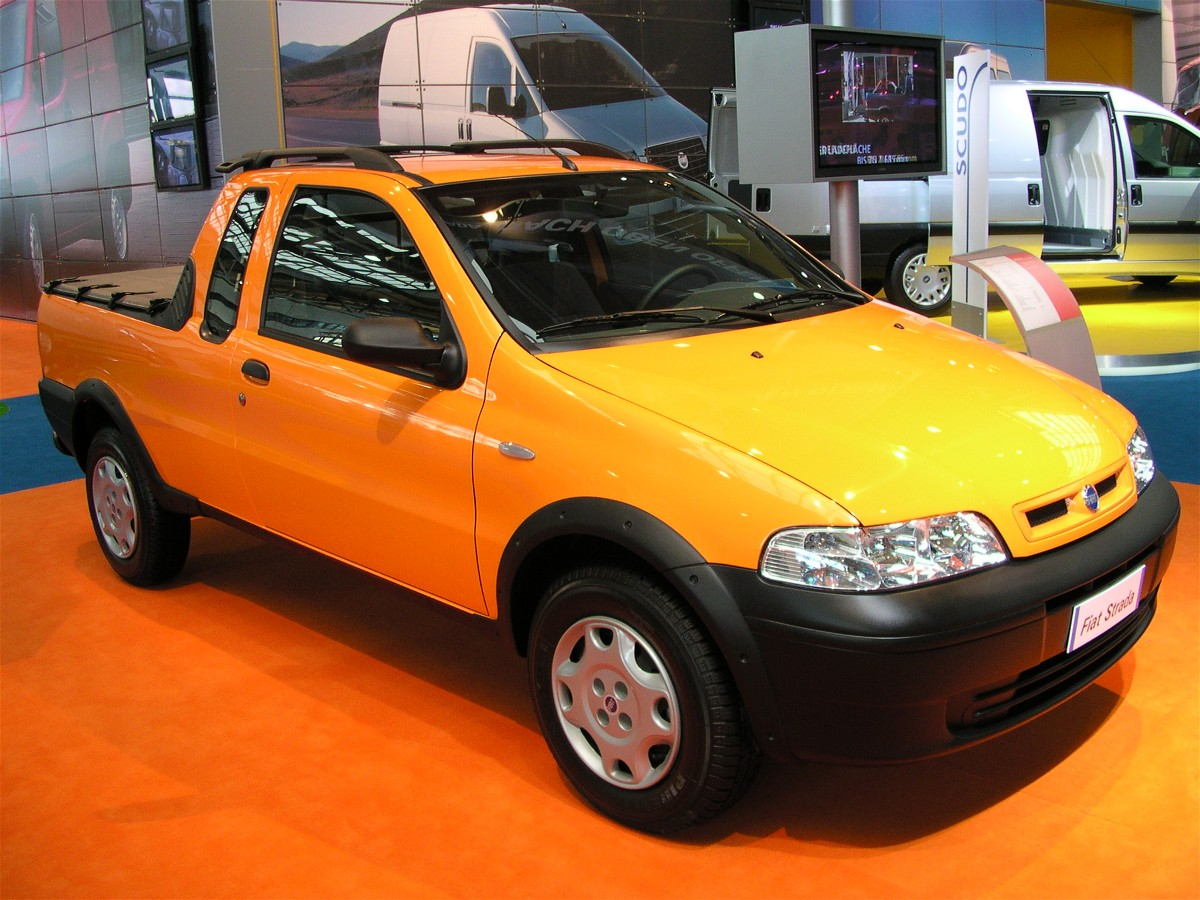
Fiat Strada 2e série

### Troisième série 2004-2007
Un léger restyling est intervenu en mai 2004 qui n'a concerné que la face avant.
Ces modifications ont donné au Strada un aspect encore plus robuste, en particulier avec la nouvelle version Adventure, qui a bénéficié du blocage électronique du différentiel Locker. La plus grande garde au sol a aussi amélioré la capacité de franchissement en cas de très mauvais état du sol en tout terrain. À ce jour, le Strada reste le seul véhicule de la catégorie à disposer de cet équipement.
En 2009, Fiat a innové une fois de plus et a lancé le premier et le seul pick-up compact avec cabine double.

### Quatrième série (2007 - 2013)
Le Fiat Strada a connu une troisième série, début 2007, pour se rapprocher de la Fiat Palio. Il adopte la même face avant avec calandre et phares identiques à la Palio.
En 2011, Fiat lance une version avec la transmission manuelle automatisée Dualogic de Magneti-Marelli ainsi que la transmission "Plus" qui améliore l'adhérence sur terrain gras.

### Cinquième série (2013 - 2019)
Après que la Fiat Palio a été renouvelée fin 2012, le Strada a bénéficié de quelques retouches en 2013. Les faces avant et arrière ont été retouchées et de nouveaux boucliers sont apparus.
Fiat a profité du lancement d'une nouvelle version à cabine double avec une troisième porte latérale pour retoucher toute la gamme.

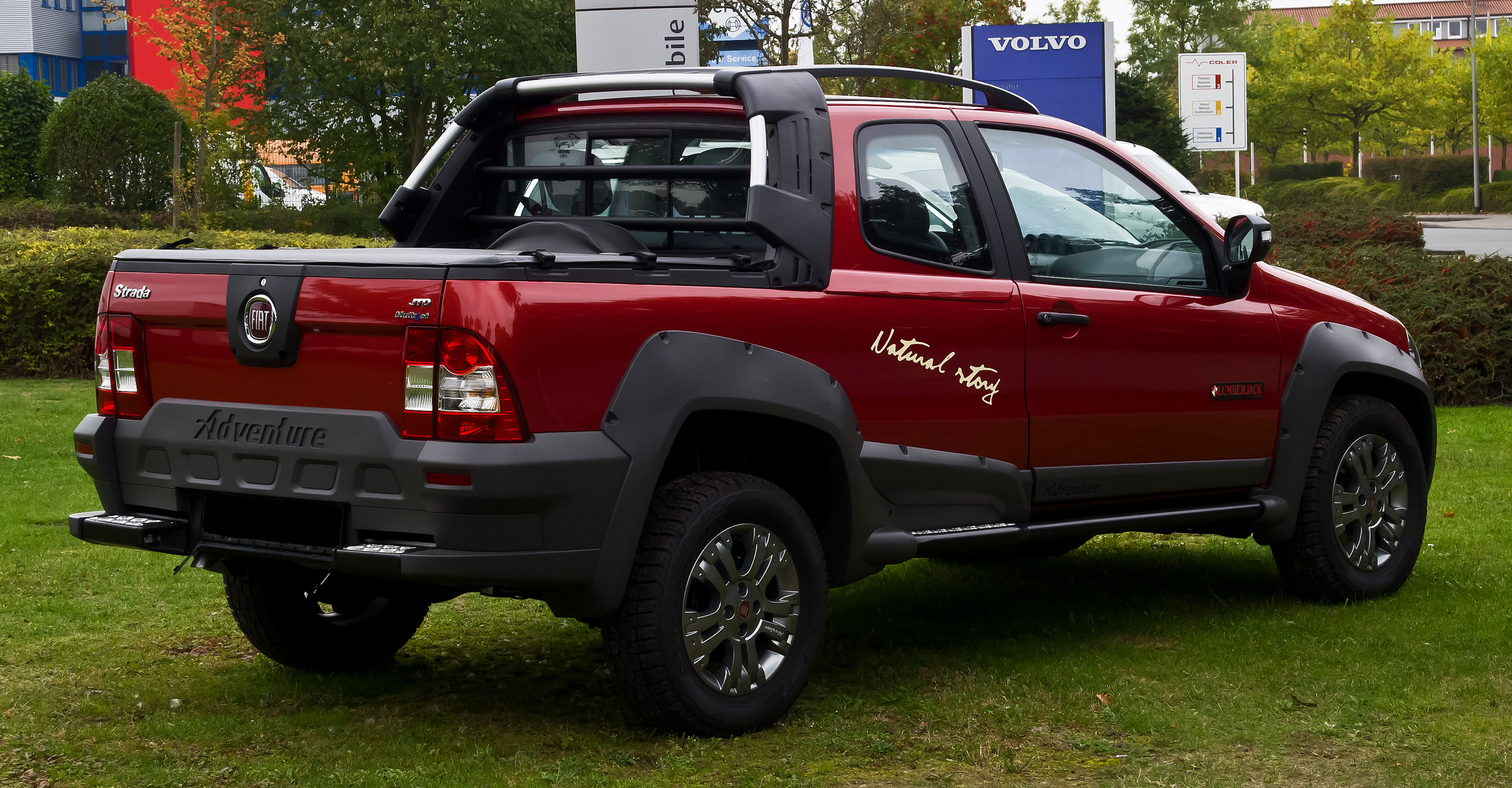
Fiat Strada Adventure vue arrière

En fin d'année 2014, avec une référence année modèle 2015, la Fiat Strada est rebadgée Ram 700 et distribuée au Mexique par le réseau Ram Trucks. Cependant, contrairement aux autres modèles de la gamme Ram, et notamment aux modèles d'origine Fiat Professional, les ProMaster et ProMaster City, le Ram 700 ne comporte pas la grille en croix traditionnelle utilisée par la marque. Il existe des rapports contradictoires concernant l'introduction ou pas du Ram 700 aux États-Unis.

## Production
Le Fiat Strada est né et produit au Brésil par la filiale brésilienne Fiat Automoveïs où il est toujours en production, en 2016. Il a été fabriqué également sous licence Fiat par la filiale Nissan en Afrique du Sud en 2005.
Au 31 décembre 2013, plus de 1,1 million de Fiat Strada avaient été fabriqués au Brésil.
| usine          | 1998  | 1999   | 2000   | 2001   | 2002   | 2003   | 2004   | 2005   | 2006   | 2007   | 2008   | 2009   | 2010    | 2011    | 2012    | 2013    | Total     |
| -------------- | ----- | ------ | ------ | ------ | ------ | ------ | ------ | ------ | ------ | ------ | ------ | ------ | ------- | ------- | ------- | ------- | --------- |
| Betim - Brésil | 4 889 | 22 370 | 36 200 | 36 080 | 32 215 | 33 243 | 43 581 | 49 832 | 52 757 | 71 412 | 78 912 | 97 734 | 133 387 | 134 216 | 131 629 | 141 728 | 1 100 185 |

Dont 946 995 exemplaires vendus au Brésil.

## La version Adventure
Depuis 2007, Fiat Automoveïs propose la version Strada Adventure Loker, en version fermée type Palio SW ou Strada pick-up.

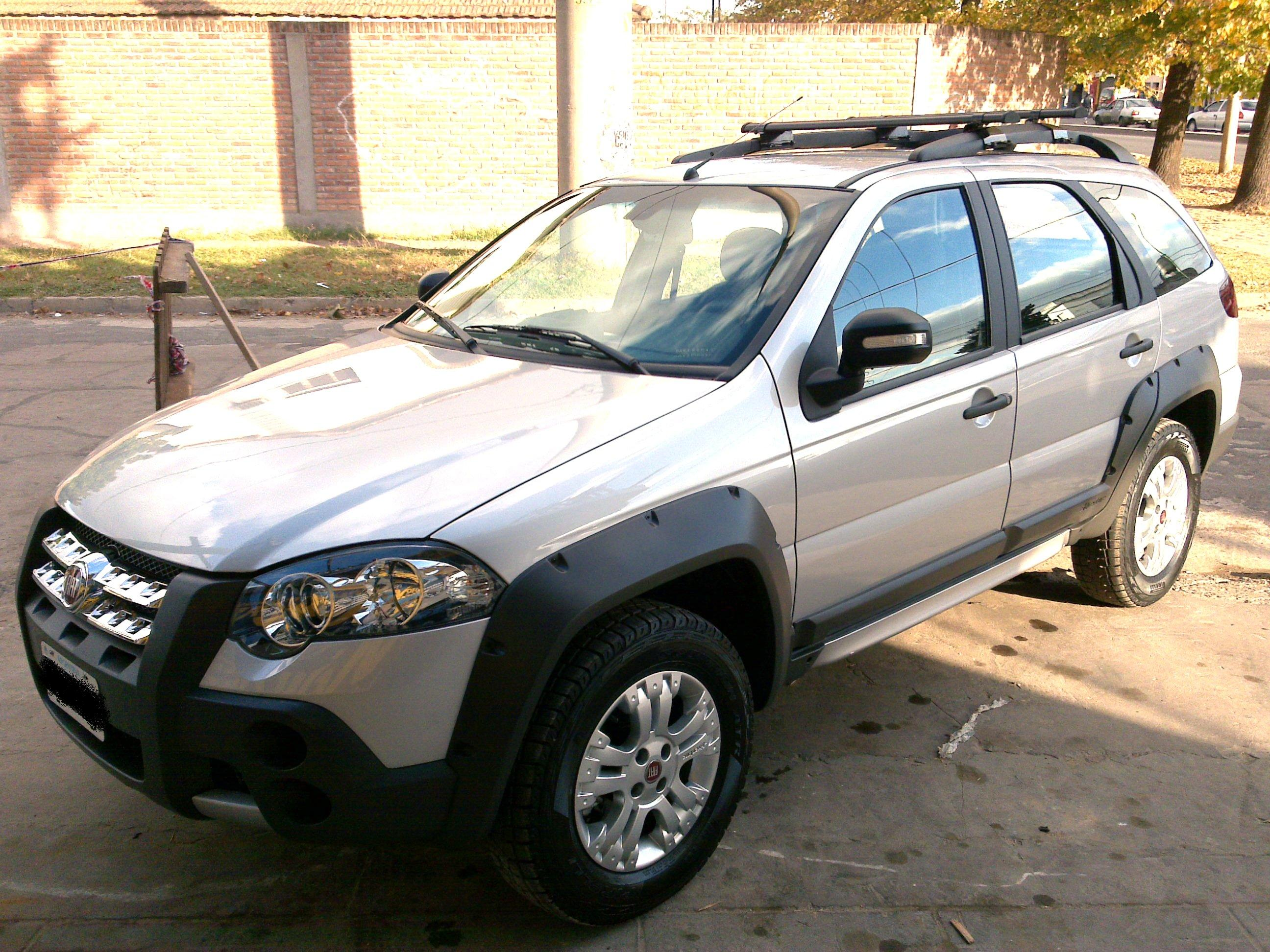
Fiat Palio Adventure

## Curiosité
- Le nom Strada a été aussi utilisé dans le passé pour appeler la Fiat Ritmo dans certains pays anglosaxons, en raison d'une consonance et signification particulière de Ritmo dans cette langue.
- La Strada est commercialisé au Mexique sous le nom de RAM 750 depuis 2015.

## Nouvelle Strada (281) MY 2021
La filiale brésilienne a travaillé depuis 2017 sur un tout nouveau modèle de pick-up qui ne serait pas dérivé d'une automobile comme la version actuelle, le projet 281
Les premiers exemplaires de présérie ont été fabriqués en octobre 2019 et Fiat Automoveïs a présenté ce nouveau modèle Novo Strada le pour une commercialisation courant avril 2020.
Malgré le lancement de ce nouveau modèle, la commercialisation de la version actuelle se poursuit, avec une gamme simplifiée.